# История почты и почтовых марок Швейцарии
История почты и почтовых марок Швейцарии охватывает развитие почтовой связи в Швейцарии со Средних веков и до наших дней, а также эмиссии почтовых марок этой страной и её различных исторических территорий.

## Развитие почты

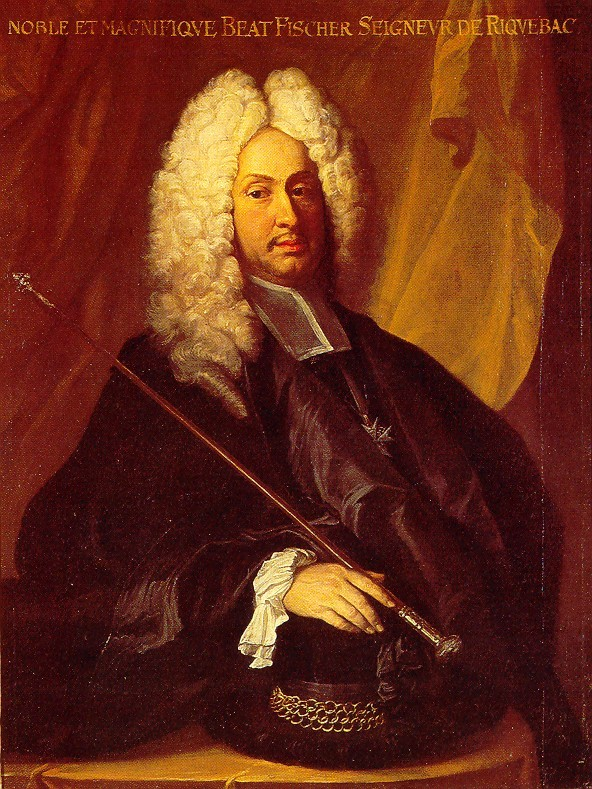
Основатель ранней бернской городской почты Фишер фон Райхенбах, Беат (портрет работы И. Р. Хубера, 1696)

История почты в Швейцарии в прежние века была связана с тем, что заведование почтовым делом во многих кантонах было предоставлено отдельным фамилиям. Так, в 1675 году в Берне была создана так называемая почта Фишера. Она была организована бернским городским советником Б. Фишером фон Райхенбахом и действовала до 1832 года. (К 300-летию основания почты Фишера 11 сентября 1975 года была выпущена швейцарская марка.).
Объединенная в эпоху Гельветической республики (1798—1803), почта была затем вновь раздроблена между правительствами кантонов. С 1848 года она составила регалию союзного правительства и находилась в ведении Департамента почт и железных дорог, которому были подчинены дирекции 11 округов. Почтовые операции производились почтовыми бюро трёх классов, а в менее значительных селениях были учреждены почтовые пункты. С XIX века, благодаря притоку туристов, почтовая часть достигла в Швейцарии чрезвычайно широкого развития. Едва ли в то время можно было найти хотя бы одну гостиницу, привлекавшую путешественников, при которой не было бы почтового учреждения. Приток туристов в Швейцарию вызвал усиленное почтовое движение. Швейцарская почта славилась и своими превосходными учреждениями для перевозки пассажиров.
В Швейцарии было положено начало Всемирному почтовому союзу (ВПС) 9 октября 1874 года Швейцария в числе ряда других государств подписала Всеобщую почтовую конвенцию и стала затем членом ВПС. Исполнительным органом ВПС стало Международное бюро в Берне (фр. Bureau international de l'Union postale universelle), состоявшее под высшим надзором швейцарского почтового управления.
Хотя в рамках ВПС действовал принцип единообразности почтового тарифа, благодаря которому плата за пересылку простых писем везде взималась единообразно, независимо от расстояния, в Швейцарии для писем, пересылаемых на небольшие расстояния (до 10 км), допускалось исключение из этого правила.
На венском Всемирном почтовом конгрессе 1891 года Швейцария присоединилась к межгосударственному соглашению, в соответствии с которым правительства взаимно обязались доставлять периодические издания, выходившие в пределах их территорий, по тем же ценам, что и внутренним подписчикам, с надбавкой лишь возможных транзитных расходов; в стране назначения могли быть сделаны комиссионные и тому подобные надбавки, но они не должны были выходить за пределы, установленные для внутренних подписчиков этой страны. На лиссабонском конгрессе ВПС 1885 года Швейцария вместе с другими государствами, в которых производилась операция почтовых поручений, заключила соглашение о распространении этой операции на свои взаимные отношения.
При оформлении почтовых переводов в Швейцарии действовала система, когда перевод пересылался служебным порядком непосредственно почтовым местом отправления в почтовое место назначения, которое и выплачивало деньги адресату на дому или вызывало его для получения денег повесткой. Как и в соседней Италии, в Швейцарии также существовала своеобразная операция по производству платежей через почту: на почтамтах можно было приобрести почтовую кредитную книжку, при предъявлении которой почтовые учреждения выплачивали указанную в ней сумму частями, по мере требования. Таким образом путешествующие избавлялись от необходимости возить с собой крупные суммы. В 1905 году Швейцария заключила соглашение с Россией о взаимном обмене денежных почтовых переводов.
В Швейцарии долгое время сохранялась перевозка по почте пассажиров в местностях, где не было железных дорог. Эта услуга имела здесь значение, поскольку содержание превосходных колесных почтовых сообщений по альпийским дорогам привлекало туристов.
По данным о числе и деятельности почтовых учреждений, в Швейцарии в 1894 году насчитывалось:
- 3328 почтовых учреждений, что составляло в среднем одно почтовое учреждение на 12,4 км² и на 877 жителей этой страны;
- 293 845 000 почтовых отправлений, в том числе:
  - 108 058 тыс. писем,
  - 24 815 тыс. открытых писем,
  - 134 947 тыс. произведений печати,
  - 4683 тыс. почтовых переводов и
  - 17323 тыс. посылок.

На одного швейцарского жителя приходилось в среднем 87,2 почтового отправления. Превышение дохода почтового ведомства над расходами, в пересчёте на рубли Российской империи того времени, составило 815 267 рублей.
По данным Международного бюро ВПС за 1903 год, в отношении густоты почтовой сети Швейцария занимала первое место в мире — с одним учреждением на 11,3 кв. км. На Швейцарию, а также Германию, приходилось наибольшее число почтовых ящиков в сравнении с величиной страны — по одному ящику на каждые 4,1 кв. км. Учащённость почтовой связи составляла в Швейцарии около 3000 км годовой работы на каждый километр железнодорожного почтового маршрута. Внутренний обмен посылок в 1903 году составил в этой стране 22 млн посылок. Общая стоимость отправленных через швейцарскую почту писем и посылок с объявленной ценностью равнялась 2,5 млрд франков.

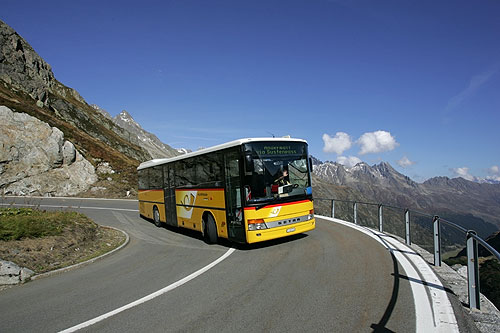
Наследник почтовых дилижансов — PostBus Switzerland

В сентябре 2013 года в Швейцарии начался эксперимент по отмене почтовых марок. Оплату почтовых отправлений теперь можно будет произвести с помощью SMS—сообщения. Достаточно будет отправить короткое сообщение на определенный номер и в ответном сообщении получить код, который переписать от руки на конверт или посылку перед отправлением. Стоимость SMS на 0,20 доллара дороже обычной марки. Через год швейцарская почта должна будет принять решение о переходе на новую систему оплаты.

## Выпуски почтовых марок

### Кантональные выпуски
Первые почтовые марки, имевшие хождение в Швейцарии, были эмитированы кантонами Цюрих, Женева и Базель для собственного пользования, а первые федеральные выпуски появились лишь через несколько лет.

#### Цюрих

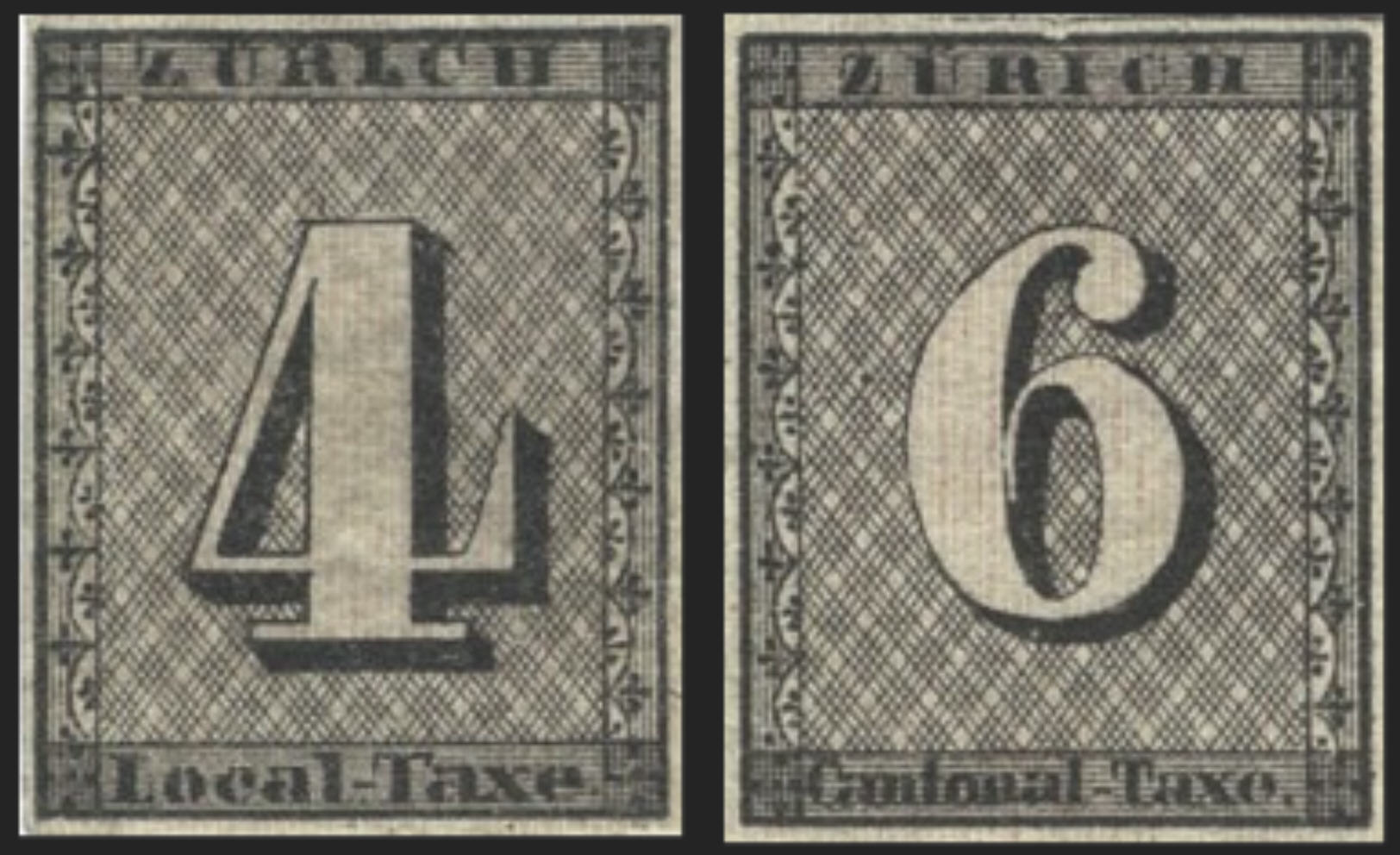
Чёрно-белое изображение «Цюрихской четвёрки» и «Цюрихской шестёрки»

Цюрихские четвёрка и шестёрка первыми поступили в продажу 1 марта 1843 года, благодаря чему стали вторым видом почтовых марок в мире, после британского Чёрного пенни, вышедшего тремя годами раньше. Выпуск состоял из двух беззубцовых почтовых марок, напечатанных по отдельности, каждая пяти типов, листами по 100 марок. На одной марке стояла крупная цифра «4», на другой — цифра «6», надпись на обоих марках в верхней части нем. «Zürich» («Цюрих»). На марке номиналом в 4 раппена также была надпись «LOCAL-TAXE» («Местный тариф») в нижней части, поскольку она предназначалась для оплаты пересылки писем в пределах города, а на марке номиналом в 6 раппенов — «CANTONAL-TAXE» («Кантональный тариф»), для использования на письмах, пересылаемых в пределах кантона. Рисунок наносился литографским способом в чёрном цвете типографией «Орелл, Фюссли и компания» на сетку из тонких красных линий для защиты от фальсификации. Вначале красные линии были горизонтальными, но с 1846 года они печатались вертикально. Эти почтовые марки пользовались популярностью с самого начала, но не печатались большими тиражами и довольно редки в наши дни. Их стоимость варьирует от 1,5 тысяч до 20 тысяч долларов США, в зависимости от типа.
Кантон Цюрих также эмитировал в 1850 году почтовую марку, известную среди коллекционеров как Винтертурский выпуск, с изображением швейцарского федерального креста и почтового рожка, выступавший в роли переходного выпуска до появления почтовых марок федерального правительства Швейцарии позднее в том же году.

#### Женева

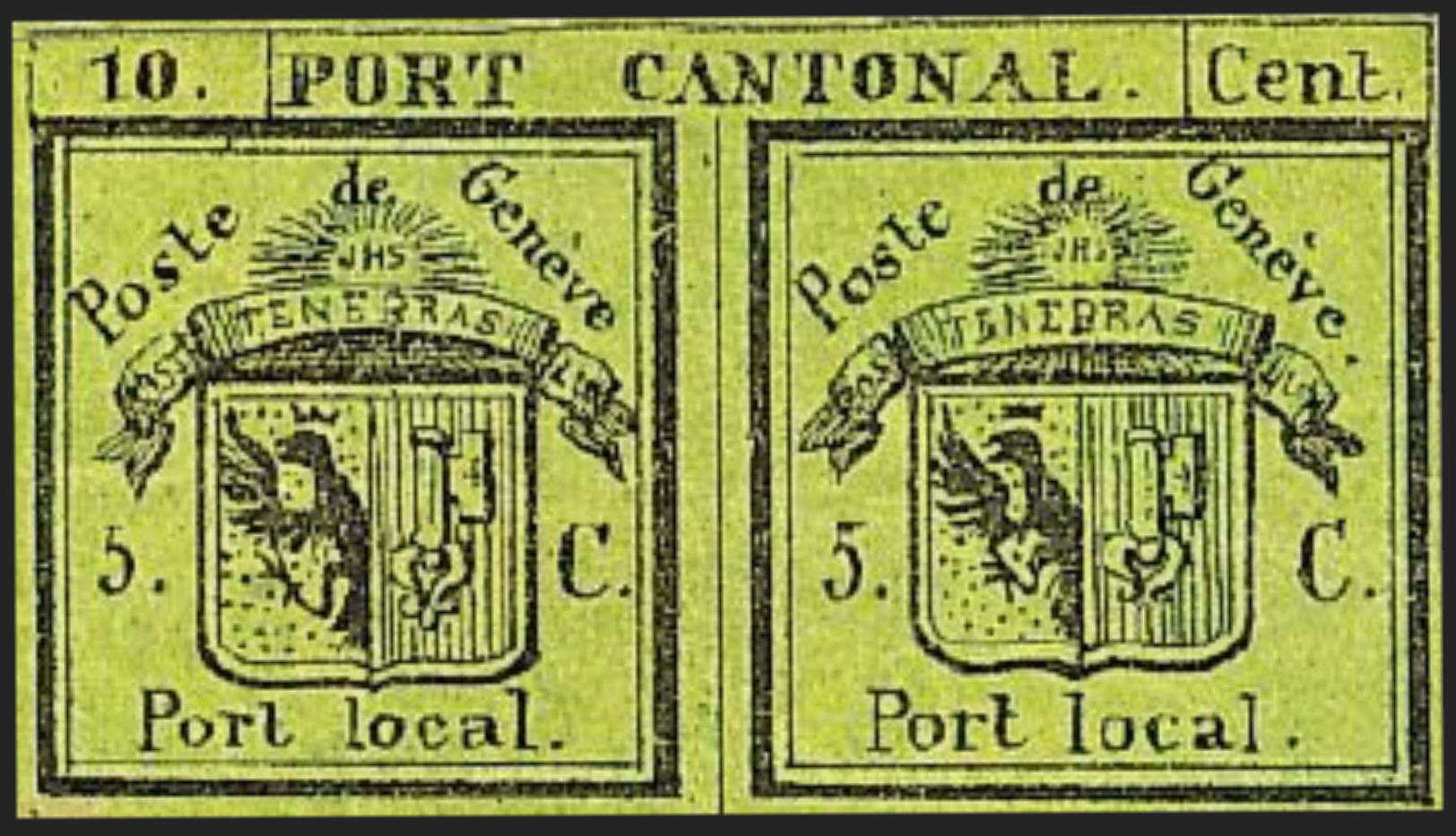
«Двойная Женева» предназначалась для оплаты как местного, так и кантонального почтовых сборов

30 сентября 1843 года Женева выпустила собственные почтовые марки — «Двойную Женеву». Подобно первому цюрихскому выпуску, этот выпуск включал пару марок, каждая из которых была напечатана в чёрном цвете на жёлто-зелёной бумаге, с изображением герба города и надписью фр. «Poste de Genéve» («Почта Женевы») в верхней части и «Port local» («Внутренний тариф») в её нижней части. Однако по всему верху каждой пары проходила ещё одна надпись: «10 PORT CANTONAL Cent.» («10 Кантональный тариф сант.»). Идея заключалась в том, что потребитель мог вырезать одну марку для оплаты сбора за пересылку корреспонденции внутри кантона, и всю пару для получения суммы сбора за пересылку почтового отправления между кантонами. Всего было напечатано только 6 тысяч таких парных почтовых марок, и по состоянию на 2003 год гашёные парные марки обычно продавались на аукционах примерно за 35 тысяч долларов США.
В 1845 году Женева перешла на обычные одинарные почтовые марки номиналом в 5 сантимов. В 1849 году она эмитировала в кантоне ВО федеральную марку номиналом в 4 сантима с изображением федерального креста чёрного и красного цвета, а в 1850 и 1851 годах — марки с аналогичным рисунком номиналом в 5 сантимов.

#### Базель

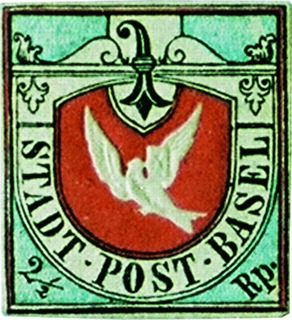
«Базельская голубка» стала первой трёхцветной почтовой маркой в мире

Базель выпустил только одну почтовую марку — «Базельскую голубку» (в 1845 году). На марке номиналом в 2½ раппена изображён белый тиснённый голубь, несущий письмо в клюве, и помещена надпись: нем. «STADT POST BASEL» («Городская почта. Базель»). Рисунок выполнен архитектором Мельхиором Берри. Марка была выполнена в чёрном, малиновом и голубом цветах, что делает её первой трёхцветной почтовой маркой в мире.

### Федеральные выпуски

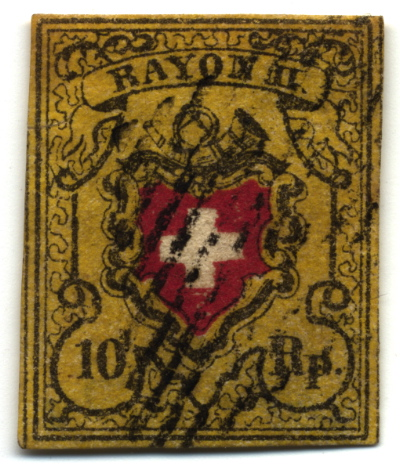
Марка Швейцарии номиналом в 10 раппенов (1850)

#### «Местная почта» и «Район»
Основная статья: Почтовые марки Швейцарии с надписью «Местная почта» и «Район»
Принятие федеральной конституции в 1848 году сделало целесообразным выпуск почтовых марок для обращения на всей территории конфедерации. Первые такие марки увидели свет 22 октября 1849 года с номиналом 4 сантима. Все марки были одного и того же основного рисунка — швейцарский крест, увенчанный почтовым рожком, но имели ряд разновидностей. Марки местного тарифа имели номинал в 2½ раппена, на некоторых были надписи нем. «ORTS-POST» и фр. «POSTE LOCALE» («Местная почта»). Это был первый из множества многоязычных выпусков. Для корреспонденции, пересылаемой на более значительные расстояния предназначалась почтовая марка номиналом в 5 раппенов с надписью «RAYON» («Район») и марка номиналом в 10 раппенов с текстом «RAYON II» («Район II»). Первоначально марки были выпущены с чёрной рамкой, отделяющей белый крест от красного фона, но они были выведены из обращения в связи с неправильным отображением герба Швейцарии.
В 1852 году вышла марка номиналом в 15 раппенов с надписью «RAYON III» («Район III»), имеющая тот же рисунок, что и предыдущие марки, но напечатанная полностью в цвете киновари[прояснить].

#### Марки с изображением Гельвеции

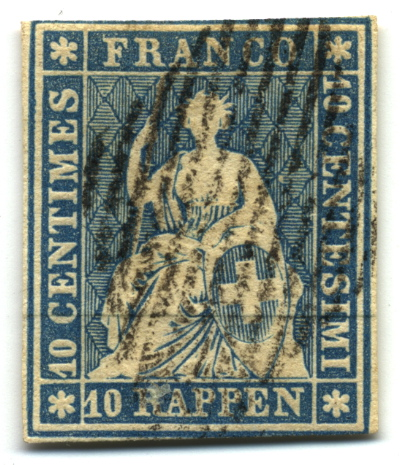
Марка номиналом в 10 раппенов с зелёной нитью (1854)

Все предшествующие выпуски были объявлены недействительными 1 октября 1854 года и заменены марками с изображением сидящей аллегорической фигуры Гельвеции. Это был первый в ряду выпуск, известный как «сидящая Гельвеция». Фигура была выполнена тиснением, но только её очертания были обозначены цветом, из-за чего она трудно различима. Это был первый выпуск, отразивший наличие в Швейцарии нескольких языков: помимо слова «FRANCO» («Франко», то есть «свободный … от оплаты в месте получения») сверху, на остальных трёх сторонах рисунка был указан номинал в раппенах, сантимах и чентезими.
Этот выпуск также обращает на себя внимание использованием цветной шёлковой нити, пропущенной горизонтально через бумагу как мера борьбы с фальшивками. (На рисунке слева нить просматривается примерно на 1/3 расстояния от низа почтовой марки и выглядит почти как складка.)

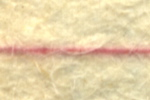
Увеличенное изображение красной нити, вплетённой в бумагу почтовой марки Швейцарии номиналом в 10 раппенов (1855)

В период с 1854 по 1862 год был напечатан ряд почтовых марок номиналом от 5 раппенов до 1 франка, при этом филателисты подразделяют их на разновидности по типу бумаги и цвету нити. Самый распространённый сохранившийся до наших дней тип — это марка номиналом в 5 раппенов, коричневая на плотной бумаге с зелёной нитью, стоимостью в гашеном виде 20 долларов США. Некоторые другие типы встречаются редко, к примеру, бледно-жёлто-зелёная марка номиналом в 40 раппенов стоит не менее 7 тысяч долларов.
В 1862 году вышли марки нового рисунка с более заметной сидящей Гельвецией, в этот раз — с «водяным знаком» в виде креста, вписанного в эллипс (на самом деле это был не настоящий водяной знак, потому что он был выдавлен на бумаге после того, как марки были напечатаны), а также впервые — с зубцовкой. Обозначение названия денежных единиц исчезло, при этом в верхней части марок была надпись «HELVETIA» («Швейцария»), а в нижней — «FRANCO» («Франко»). Первоначально почтовые марки были напечатаны на белой веленевой бумаге, но в 1881 году их напечатали на мраморной бумаге. (В бумагу были вплетены красные и синие шёлковые нити, ясно различимые на увеличенном рисунке марки слева.) Эти почтовые марки оставались в почтовом обращении до 1883 года. Многие из них часто встречаются сегодня и стоят недорого, хотя их разновидности на мраморной бумаге с подлинными гашениями попадаются нечасто из-за непродолжительности их нахождения в обращении.

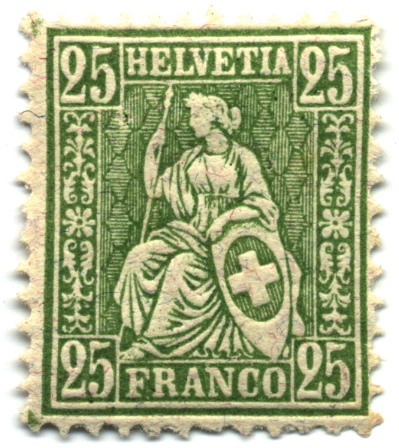
Марка номиналом в 25 сантимов на мраморной бумаге (1881)

На выпущенных в 1882 году на марках низких номиналов (до 15 сантимов) были изображены цифры, а на марках высоких номиналов — «стоящая Гельвеция». Эти марки оставались в обращении, с рядом модификаций в цвете, зубцовке и типе бумаги, до 1907 года. В 1900 году увидели свет первые памятные марки Швейцарии: серия из трёх марок была выпущена к 25-летию ВПС. Аллегорический рисунок на марках представлял собой изображение разных символов связи.

#### Обозначение названия страны
Традиционно употребляющееся на почтовых марках Швейцарского Союза с 1862 года слово «Helvetia» («Гельвеция») обозначает название страны. В древности так называлась северо-западная часть нынешнего государства по проживавшим там ранее гельветам. К такому способу обозначения названия страны власти были вынуждены прибегнуть в связи с невозможностью поместить на крошечных марках название страны на всех трёх официальных языках: французском, немецком и итальянском, поскольку в соответствии со швейцарской конституцией все официальные документы должны быть на трёх равноправных языках.
На знаках почтовой оплаты, которые напечатаны на маркированных конвертах и открытках Швейцарии, вместо слова «Helvetia» изображаются звёздочки по числу кантонов страны.

#### Выпуски XX века
На почтовых марках новой стандартной серии, вышедшей в 1907 году, были изображены сын Вильгельма Телля, держащий арбалет и яблоко, пронзённое стрелой, на марках номиналом ниже 10 сантимов, бюст Гельвеции на марках номиналом от 10 до 15 сантимов, и ещё одна сидящая Гельвеция на марках более высоких номиналов.
Рисунок с изображением сына Вильгельма Телля претерпел ряд изменений, в число которых входило и временное расположение тетивы перед ложем арбалета. Начиная с 1914 года, на марках номиналом от 10 до 30 сантимов использовался портрет самого Вильгельма Телля.
В том же 1914 году вышли первые ландшафтные почтовые марки. На 5-франковых марках изображён горный луг Рютли, на 3-франковых и 10-франковых марках изображены соответственно горы Митен и Юнгфрау.
Первая почтово-благотворительная марка была эмитирована в 1913 году, но регулярный ежегодный выпуск таких марок начался только в 1915 году. В течение многих лет вплоть до 1972 года каждый год 1 декабря в обращение выходил выпуск из 3—5 марок.

Марка в стиле ар-деко в честь Женевской конференции по разоружению (1932)

Серией из трёх почтовых марок в 1919 году было отмечено наступление мира по окончании Первой мировой войны. В этот период выпуск почтовых марок столкнулся с рядом трудностей, в связи с чем в 1915 году и в 1921 году понадобились надпечатки новых почтовых тарифов. Пятидесятилетие ВПС было отмечено в 1924 году выпуском двух почтовых марок, одна с изображением здания ВПС в Берне, а другая — с изображением места проведения конгресса ВПС 1874 года.
Примерно в 1930 году Швейцария начала использовать «вафелированный клеевой слой», когда вместе с нанесением клея производилось лёгкое вафелирование с целью предотвращения скручивания марок с нанесённым клеевым слоем. Вафелирование наиболее заметно на негашеных марках, но чуть-чуть заметно и на гашеных марках. От этой практики отказались около 1944 года.
Очередным стандартным выпуском стала ландшафтная серия, выпущенная в 1934 году. Марки были напечатаны типографским способом, что привело к тому, что изображение выглядело резким, но несколько грубоватым, в связи с чем с 1936 года их сменили гравированные версии тех же базовых рисунков.
В 1930-е годы вышел ряд памятных марок, затем в 1941 году были эмитированы новые стандартные марки в честь военных героев Швейцарии. Выпуском ещё одной стандартной серии в 1945 году было отмечено окончание войны. Марки этой серии высоких номиналов были выпущены малым тиражом, поэтому сейчас они относительно дорогие.
На стандартной серии 1949 года представлены швейцарские технические достижения. С того времени почтовые марки Швейцарии, в целом, регулярно печатались по одной и той же схеме: выпуск примерно четырёх памятных марок в одну и ту же дату весной, эмиссия аналогичной группы марок осенью, а также эмиссия выпуска «Европа», как правило, весной. Начиная с 1980-х годов появились дополнительные тематические выпуски: например, в 1993 году состоялся выпуск четырёх почтовых марок с изображением произведений искусства работы швейцарских женщин.

#### Необычные марки
Швейцарские почтовые миниатюры известны в мире тем, что для их производства иногда применяются необычные материалы и экспериментальные способы изготовления.

Примеры необычных швейцарских марок
2000: марка с вышивкой
2004: марка, сделанная из древесины

#### Серии стандартных марок
Местная почта и Район (1849—1852)
«Сидящая Гельвеция», первый тип (1854—1862)
1854 — 5, 10, 15 и 20 раппенов
1855 — 1 франк
1862 — 2 раппена
«Сидящая Гельвеция», второй тип (1862—1881)
1862 — 2, 3, 5, 10, 20, 30, 40, 60 раппенов и 1 франк
В 1867 году марки в 2, 10, 30 и 40 раппенов были переизданы в измененном цвете, а также добавились марки в 15, 25 и 50 раппенов.
В 1881 году серия была переиздана.
«Герб и номинал» (1882—1906)
В 1882 году были выпущены 2, 3, 5, 10, 12 и 15 раппенов, в том-же году 5 и 15 раппенов были переизданы в измененном цвете.
В 1906 году серия была переиздана.
«Стоящая Гельвеция» (1882—1907)
1882 — 20, 25, 30, 40, 50 раппенов, 1 и 3 франка
1899 — 25, 40, 50 раппенов и 1 франк — в измененном цвете (за исключением 40 раппенов).
в 1905—1907 годах серия была переиздана (причем 50 раппенов и 3 франка — в измененном цвете).
«Вильгельм Телль», первая серия (1907)
1907 — 2, 3 и 5 раппенов
«Гельвеция с мечем» (1907—1932)
Серия имела два базовых дизайна — для мелких номиналов (до 15 раппенов) и более крупных.
1907 — 10, 12 и 15 раппенов
1908 — 20, 25, 30, 35, 40, 50, 70 раппенов, 1 и 3 франка
1917 — 60 и 80 раппенов
1921 — 40 и 70 раппенов
1924 — 40 раппенов
1932 — 3 франка
С 1915 по 1921 год на ряде марок осуществлялись надпечатки нового номинала, а в 1919—1920 годах — авиапочтовые надпечатки.
«Вильгельм Телль», вторая серия (1909—1925)
Серия имела два базовых дизайна — для мелких номиналов (до 7½ раппенов) и более крупных.
1909 — 3 раппена
1910 — 2 раппена
1911 — 5 раппенов
1914 — 10, 12 и 15 раппенов
1917 — 2½, 3, 7½ и 13 раппенов
1921 — 5, 10, 20, 25 и 30 раппенов
1924 — 2½, 3, 5, 7½, 10, 15 и 25 раппенов
1925 — 20 раппенов
С 1915 по 1930 год на ряде марок осуществлялись надпечатки нового номинала.
«Бюст Гельвеции» (1909)
В 1909 году были выпущены марки номиналом в 10, 12 и 15 раппенов, в 1915 году на марке в 12 раппенов была сделана надпечатка нового номинала (13 раппенов).
«Ландшафты», первая серия (1914—1928)
1914 — 3, 5 и 10 франков
1917 — 3 франка
1928 — 5 и 10 франков
Первый авиапочтовый стандарт (1923—1925)
1923 — 15, 25, 35, 40, 45 и 50 раппенов
1925 — 20 раппенов
В 1935 году на марке в 15 раппенов была сделана надпечатка нового номинала (10 раппенов).
Второй авиапочтовый стандарт (1924)
В 1924 году были выпущены марки в 65, 75 раппенов и 1 франк, в 1938 году на марке в 65 раппенов была сделана надпечатка нового номинала (10 раппенов).
«Герб» (1924)
1924 — 90 раппенов, 1 франк 20 раппенов, 1 франк 50 раппенов и 2 франка.
«Ландшафты», вторая серия (1928)
Выпуск представлен одной маркой номиналом в 3 франка
«Крылатое письмо» (авиапочтовый стандарт, 1929)
1929 — 35 и 40 раппенов
«Орёл с письмом» (авиапочтовый стандарт, 1930)
Выпуск представлен одной маркой номиналом в 2 франка.
«Ландшафты», третья серия (1934)
1934 — 3, 5, 10, 15, 20, 25 и 30 раппенов
«Ландшафты», четвертая серия (1936—1948)
1936 — 3, 5, 10, 15, 20, 25, 30, 35 и 40 раппенов
1938 — 20 раппенов
1939 — 10 раппенов
1948 — 5, 10, 20, 30 и 40 раппенов
«Основание Конфедерации» (1938)
1938 — 3, 5 и 10 франков
«Моменты истории» (1941—1959)
1941 — 50, 60, 70, 80, 90 раппенов, 1 франк, 1 франк 20 раппенов, 1 франк 50 раппенов и 2 франка
1959 — 80, 90 раппенов, 1 франк 20 раппенов и 2 франка
«Самолёт над ландшафтами» (авиапочтовый стандарт, 1941—1948)
1941 — 30, 40, 50, 60, 70 раппенов, 1, 2 и 5 франков
1948 — 30 и 40 раппенов
«Песталоцци» (1946)
Выпуск представлен одной маркой в 10 раппенов.
«Ландшафты и технологии» (1949)
1949 — 3, 5, 10, 15, 20, 25, 30, 35, 40, 50, 60 и 70 раппенов
«Почтовый транспорт и здания» (1960—1968)
1960 — 5, 10, 15, 20, 25, 30, 40, 50, 60, 70, 75, 80, 90 раппенов, 1 франк, 1 франк 20 раппенов, 1 франк 50 раппенов и 2 франка
1963 — 1 франк 30 раппенов, 1 франк 70 раппенов, 2 франка 20 раппенов и 2 франка 80 раппенов
1964 — 2 франка 20 раппенов
1966 — 1 франк 30 раппенов и 1 франк 70 раппенов
1967 — 70 раппенов, 2 франка, 2 франка 50 раппенов и 3 франка 50 раппенов
1968 — 5, 10, 15, 20, 30, 50 раппенов, 1 франк, 1 франк 20 раппенов и 1 франк 50 раппенов
«Знаменитые люди» (1969—1971)
1969 — 10, 20, 30, 50 и 80 раппенов
1971 — 10, 20, 30, 40 и 80 раппенов
«Фигуры» (1970)
1970 — 10, 20 и 50 раппенов
«Архитектурные детали» (1973—1979)
1973 — 1 франк 30 раппенов, 1 франк 70 раппенов и 1 франк 80 раппенов
1974 — 1 франк, 1 франк 20 раппенов, 1 франк 50 раппенов и 2 франка
1975 — 1 франк 10 раппенов и 2 франка 50 раппенов
1979 — 3 франка
«Ландшафты», пятая серия (1973—1975)
1973 — 5, 10, 15, 25, 30, 40, 50, 60, 70 и 80 раппенов
1975 — 35 раппенов
«Фольклор» (1977—1984)
1977 — 5, 10, 20, 35, 40, 50, 70, 80 и 90 раппенов
1982 — 30 раппенов
1984 — 25, 45 и 60 раппенов
«Знаки зодиака и пейзажи/сезоны» (1982—1986)
1982 — 1 франк, 1 франк 10 раппенов, 1 франк 20 раппенов, 1 франк 50раппен раппененов и 1 франк 60 раппененов
1983 — 1 франк 70 раппененов, 1 франк 80 раппененов и 2 франка
1984 — 4 франка и 4 франка 50 раппененов
1985 — 2 франка 50 раппененов и 3 франка
1986 — 1 франк 40 раппененов
«Доставка почты» (1986—1989)
1986 — 5, 10, 25, 35, 80 и 90 раппененов
1987 — 20, 45, 50 и 60 раппенов
1989 — 30 и 75 раппенов
«Животные» (1990—1995)
1990 — 50 раппенов
1991 — 70 и 80 раппенов
1992 — 10 раппенов и 1 франк 60 раппенов
1993 — 1 франк и 1 франк 20 раппенов
1994 — 1 франк 50 раппенов и 2 франка
1995 — 1 франк 10 раппенов, 1 франк 40 раппенов и 1 франк 70 раппенов
«Профессии» (1990—1994)
1990 — 3 франка 75 раппенов
1992 — 2 франка 80 раппенов и 3 франка 60 раппенов
1993 — 5 франков
1994 — 3 и 4 франка
«Горные озёра» (1991—1993)
1991 — 50 и 80 раппенов
1993 — 60 раппенов
«Литера А» (1993—2001)
1993 — 90 раппенов
1995 — 90 раппенов
2001 — 90 раппенов
«Музыкальные шкатулки и автоматы» (1996)
1996 — 70, 90 раппенов, 1 франк 10 раппенов и 1 франк 80 раппенов
«Картинки из Швейцарии» (1998)
1998 — 10, 20, 50, 70, 90 раппенов, 1 франк 10 раппенов, 1 франк 40 раппенов, 1 франк 70 раппенов и 1 франк 80 раппенов
«Туризм» (2000—2001)
2000 — 1 франк 20 раппенов, 1 франк 30 раппенов, 1 франк 80 раппенов, 2 и 3 франка
2001 — 1 франк, 1 франк 10 раппенов, 2 франка 20 раппенов и 4 франка
«Снежный шар» (2001)
Выпуск представлен одной маркой в 70 раппенов.
«Минералы» (2002—2003)
2002 — 2 и 5 франков
2003 — 3 и 4 франка
«Швейцарский дизайн» (2003—2005)
2003 — 15, 85 раппенов и 1 франк
2004 — 50 раппенов и 1 франк
2005 — 2 франка 20 раппенов
«Птицы» (2006—2009)
2006 — 2 франка 40 раппенов
2007 — 85 раппенов, 1 франк, 1 франк 10 раппенов и 1 франк 80 раппенов
2008 — 1 франк 20 раппенов, 1 франк 30 раппенов и 2 франка 20 раппенов
2009 — 1 франк 40 раппенов и 1 франк 90 раппенов
«Почтовые автобусы» (2006)
2006 — 85 раппенов, 1 франк и 1 франк 30 раппенов
«Фрукты» (2006—2008)
2006 — 4 франка
2008 — 5 франков
«Злаки» (2008)
2008 — 10, 15, 20 и 50 раппенов
«Ручная работа» (2010—2011)
2010 — 2 и 3 франка
2011 — 4 и 5 франков
«Цветущие овощи» (2011—2013)
2011 — 85 раппенов, 1 франк, 1 франк 10 раппенов и 2 франка 60 раппенов
2012 — 1 франк 40 раппенов, 1 франк 80 раппенов и 1 франк 90 раппенов
2013 — 1 франк 30 раппенов и 2 франка 20 раппенов
«Грибы» (2014)
2014 — 10, 15, 20 и 50 раппенов
«Пейзаж» (2014)
Выпуск представлен одной безноминальной маркой, предназначенной для франкировки международной корреспонденции.
«Домашние животные» (2015)

## Другие виды почтовых марок

### Доплатные
Доплатные марки Швейцарии эмитировались с 1878 года. В 1938 году вышел последний выпуск таких марок. Доплатные марки были изъяты из обращения 31 декабря 1956 года и с 1957 года для оформления доплаты используются обычные почтовые марки.

### Телеграфные
С 1868 года в обращении в стране были телеграфные марки, которые были выведены из обращения с 1 октября 1886 года.

### Служебные
В 1918—1959 годах швейцарская почта выпускала служебные марки.
В период с 1913 года по 1957 год для оплаты пересылки служебных почтовых отправлений также применялись специальные служебные марки железнодорожной администрации, продажа которых частным лицам была запрещена.

## Выпуски для международных организаций
Под этим названием объединены все выпущенные в Швейцарии служебные марки Лиги Наций и расположенных в Швейцарии специализированных учреждений ООН. В период с 1923 года по 1952 год на универсальных швейцарских почтовых марках делались надпечатки соответствующих надписей. Начиная с 1956 года, начался выпуск оригинальных марок с различными рисунками для специализированных учреждений ООН.

### Лига Наций
Выпуск специальных почтовых марок производился для Лиги Наций с 1922 по 1944 год. До 1943 года это была надпечатка текста: «Societe des Nations» («Лига Наций») на швейцарских почтовых марках. В 1944 году появилась другая надпечатка: «Courrier de la Societe des Nations» («Курьер Лиги Наций»). Продажа почтовых марок Лиги Наций коллекционерам производилась только в гашеном виде.
В связи с созданием Организации Объединённых наций и ликвидацией Лиги Наций 18 апреля 1946 года все выпущенные для Лиги Наций почтовые марки вышли из обращения 31 марта 1947 года.

### Европейское отделение ООН
В 1950 году в почтовом обращении появились марки для Европейского отделения ООН с надпечаткой текста: «Nations Unies. Office Européen» («Объединённые Нации. Европейское отделение»). С 1955 года по 1963 год для этой организации печатались марки оригинальных рисунков. 2 октября 1969 года в связи с созданием Европейской почтовой администрации ООН, организовавшей эмиссию собственных почтовых марок, все марки Европейского отделения ООН вышли из обращения.

### Международная организация труда
Первые марки для Международной организации труда (МОТ) были выпущены в 1923 году: на почтовых марках Швейцарии была сделана надпечатка. Эмитированные до 1943 года марки были изъяты из обращения в 1944 году.
В 1956 году были эмитированы марки оригинальных рисунков. На марках надпись: «Bureau international du Travail» («Международное бюро труда»). С тех пор такие марки продолжают выпускаться регулярно.

### Международное бюро просвещения
Выпуск почтовых марок для Международного бюро просвещения производится с 1944 года. До 1958 года делались надпечатки на почтовых марках Швейцарии, а после 1958 года выпускались оригинальные марки. На марках надпись: «Courrier du Bureau international d’Education» («Корреспонденция Международного Бюро по просвещению»). Не следует путать с марками две специальные четырёхцветные виньетки и блок, выпущенные в 1940—1944 годах, которые не были в почтовом обращении.

### Международный союз электросвязи
С 1958 года осуществляется выпуск оригинальных марок для Международного союза электросвязи (МСЭ — UIT). На марках надпись: «Union internationale des telecommunications» («Международный союз электросвязи»). В связи с открытием нового здания этой организации в 1973 году была эмитирована памятная марка.

### Международная организация по делам беженцев
В 1950 году вышла серия марок с надпечатками для Международной организации по делам беженцев, которая была изъята из почтового обращения уже 31 января 1951 года. На марках текст: «Organisations internationale pour les refugies» («Международная организация по делам беженцев»).

### Всемирная метеорологическая организация
С 1956 года осуществляется выпуск оригинальных марок Всемирной метеорологической организации. На марках надпись: «Organisation meteorologique Mondiale» («Всемирная метеорологическая организация»).

### Всемирная организация здравоохранения
Первые марки Всемирной организации здравоохранения (ВОЗ) увидели свет в 1948 году. Это были надпечатки на швейцарских марках. С 1957 года начался выпуск марок оригинальных рисунков и в следующем, 1958 году марки с надпечатками были изъяты из обращения. На марках текст: «Organisation Mondiale de la Sante» («Всемирная организация здравоохранения»).

### Всемирный почтовый союз
В 1957—1960 годах вышла первая серия стандартных марок для ВПС. На марках надпись: «Union Postale Universelle» («Всемирный почтовый союз»). В 1976 году были выпущены четыре марки, освещающие деятельность этой международной организации. Выпуск марок продолжается.

## Почтовые отделения за границей
Швейцарские почтовые отделения работали во Франции (1852—1913), Италии (1857—1921) и Австрии (1872—1915). На почтовых штемпелях, использовавшихся в этих почтовых отделениях, помимо названия соответствующего почтового отделения указывалась его принадлежность к Швейцарии.

## Непочтовые марки
Среди различных непочтовых марок, увидевших свет в Швейцарии, особый интерес вызывают агитационные марки-виньетки политического, пропагандистского характера и революционного содержания, которые издавались, например, в годы Первой мировой войны. Так, в 1912 году в Швейцарии были изготовлены марки с портретами Карла Маркса и надписью (на трёх языках): «РСДРП. На избирательную кампанию». Они служили для сбора большевиками средств на агитацию во время выборов в Государственную думу. Эти марки распространялись не только за границей, но и в России в условиях преследования со стороны полиции и сыскного отделения.

Каталоги «Цумште́йн» за 2006 и 2007 годы для марок Швейцарии и Лихтенштейна

## Развитие филателии
В Швейцарии с 1909 года издаётся каталог почтовых марок «Цумштейн», описывающий марки Европы.
Швейцария много раз принимала международные филателистические выставки. Так, например, 7—11 августа 1977 года в Берне проходила Международная молодёжная филателистическая выставка «Юфилекс-77» («JUPHILEX 77»), куда были приглашены коллекционеры из 50 стран. Там же была организована конференция представителей Международной федерации филателии по молодёжной филателии.